# A Night in Tunisia
- Dizzy Gillespie: A Night iin Tunisia

Nem tudod lejátszani a fájlt?
A Night in Tunisia Dizzy Gillespie és Frank Paparelli 1942-ben született dzsessz-sztenderdje. Gillespie akkor Earl Hines együttesében játszott. A dal  Interlude címen is ismert, így énekelte el Sarah Vaughan és Anita O’Day is egy, a dalhoz írt szöveggel. Gillespie bebop big bandje később koncertszignálként is használta.
Legismertebb előadásai közé tartozik az Art Blakey and the Jazz Messengers 1957-es és 1960-as A Night in Tunisia című albuma.

## Híres előadók
Legalább ötszázan előadták, többek között 
- Miles Davis

- Maynard Ferguson

- Ella Fitzgerald

- Stan Getz

- Bobby McFerrin

- a Modern Jazz Quartet

- Sandra Booker[1]
- Charlie Parker

- Dee Dee Bridgewater

- Wes Montgomery

- Lennie Tristano

- Chaka Khan

- Mary Lou Williams

- Cyrille Aimée...